# Jan Jeřábek (fotbalista)
Jan Jeřábek (* 12. února 1984 Prachovice) je bývalý český profesionálni fotbalista, který hrával na pozici defensivního záložníka. Celou svou kariéru, a tedy od roku 2006, působil nepřetržitě v prvoligovém klubu FK Pardubice.

## Hráčská kariéra
S fotbalem začínal v Prachovicích a po celou svou kariéru zůstává věrný východním Čechám. V roce 2006 přestoupil do Pardubic a vypracoval se v klíčovou postavu týmu, který aktuálně bojuje v nejvyšší soutěži - FORTUNA:LIZE. Zajímavostí je, že kromě klíčové postavy v týmu vykonával i zaměstnání správce pardubického stadionu Pod Vinicí. V FK Pardubice působí už od samotného začátku a probojoval se s ním z Divize až do nejvyšší soutěže. Svojí premiéru v nejvyšší soutěži si odbyl 23. srpna 2020 v prvním kole na půdě FK Jablonec. Jako kapitán nedokázal zabránit prohře 0:1. Svou hráčskou kariéru ukončil v létě 2023.